# Aphylla linea
Aphylla linea är en trollsländeart som beskrevs av Belle 1994. Aphylla linea ingår i släktet Aphylla och familjen flodtrollsländor. Inga underarter finns listade i Catalogue of Life.